# Nimbaporodesmus pennatus
Nimbaporodesmus pennatus är en mångfotingart som beskrevs av Demange och Jean-Paul Mauriès 1975. Nimbaporodesmus pennatus ingår i släktet Nimbaporodesmus och familjen Cryptodesmidae. Inga underarter finns listade i Catalogue of Life.